# 貴賓室の怪人「飛鳥」編
『貴賓室の怪人「飛鳥」編』（きひんしつのかいじん「あすか」へん）は、内田康夫の長編推理小説である。また、浅見光彦シリーズ初の海外を舞台とした作品である。

## あらすじ
浅見光彦に謎のスポンサーから「豪華客船飛鳥に乗ってルポを書け」と言う指令が。そうして乗った飛鳥の部屋には「貴賓室の怪人に気をつけろ」というメモが。
しかも偶然なのかそうではないのか同室の男が殺されて……。

## 登場人物
浅見光彦
内田康夫

### 警察
岡部和雄
神谷
坂口

### 「飛鳥」

#### クルー及び関係者
八田野英之
「飛鳥」船長。
福田直起
「飛鳥」二等航海士。
勝俣浩
「飛鳥」機関長。
花岡文昭
「飛鳥」チーフ・パーサー。
堀田久代
「飛鳥」ソーシャル・オフィサー。
江藤美希
「飛鳥」クルーズ・コーディネーター。

#### 乗客
内田康夫
おなじみの「軽井沢のセンセ」。
早坂真紀
神田功平
神田千恵子
松原京一郎
松原泰子
後閑冨美子
後閑真知子
和田隆正
草雉由紀夫
草雉郷子
牟田広和
牟田美恵
小泉日香留
小泉絢子
堀内清孝
堀内貴子
小潟真雄
小潟明美
小松田嗣
小松田佳子
大平正樹
大平信枝
後藤大介
後藤瑞依
石川得介
村田満

## テレビドラマ

### 2002年版
『浅見光彦スペシャル 貴賓室の怪人』（あさみみつひこスペシャル きひんしつのかいじん）は、2002年2月5日 21:03 - 23:09 に、日本テレビ系の2時間ドラマ「火曜サスペンス劇場」で放送された。火曜サスペンス劇場20周年記念作品。通常の当枠を15分拡大しての放送。
キャスト
- 浅見光彦 - 高嶋政伸
- 植竹ひで子 - 南果歩
- 堀田久代 - 高橋由美子
- 和泉隆正 - 橋爪淳
- 後閑冨美子 - 塩沢とき
- 村田満 - 池内万作
- 大平正樹 - 鶴田忍
- 大平信江 - 木村翠
- 浅見和子 - 秋篠美帆
- 吉田須美子 - 舟木幸
- 後藤瑞江 - 沢口靖子
- 坂口圭子 - 斉藤由貴
- 橋本周平 - 岩井敬明（幼少期：島田智之介）
- 浅見雪江 - 寿美花代
- 後藤大介 - 新克利
- 浅見陽一郎 - 髙嶋政宏
- 船越麗子 - 宮本信子
- 大村波彦、中村方隆、坂田雅彦、神谷秀澄、大関正義、大橋寛展、浜田大介、堀野夫美、堀ちひろ、トライアルプロ、劇団ひまわり、稲川素子事務所、エレメンツ

スタッフ
- 企画 - 酒井浩至
- プロデューサー - 川原康彦、前田伸一郎
- 脚本 - 酒井直行
- 音楽 - 三枝成彰
- 監督 - 猪崎宣昭
- 制作協力 - NTV映像センター
- 制作著作 - 日本テレビ

その他
- 原作での舞台は初代飛鳥であったが、テレビドラマではフェスティバルクルーズ（現在倒産）のミストラルが舞台になっている。
- 2005年にバップからVHS及びDVD化されている。

### 2014年版
『浅見光彦シリーズ50・貴賓室の怪人』（あさみみつひこシリーズ50 きひんしつのかいじん）は、フジテレビ系の2時間ドラマ「金曜プレステージ」（毎週金曜日21:00 - 22:52）で2014年4月4日に放送された。
キャスト
- 浅見光彦 - 中村俊介
- 堀田久代 - 藤澤恵麻
- 植竹ひで子 - 吉井怜
- 神田功平 - 竜雷太
- 神田千恵子 - 長谷川稀世
- 松原京一郎 - 清水章吾
- 松原泰子 - 久野綾希子
- 後閑富美子 - 山崎直子
- 後閑真知子 - 雛形あきこ
- 後藤大介 - 不破万作
- 後藤瑞依 - 松井紀美江
- 和田隆正 - 正名僕蔵
- 志藤博志 - 井田國彦
- 村田満 - 井上純一
- 船越医師 - 佐々木勝彦
- 八田野英之 - 綿引勝彦
- 江藤美希 - 小林綾子
- 吉田須美子 - 藤田瞳子
- 勝俣 - 出口高司
- 花岡文昭 - 菊池隆志
- 礼子 - 麻生かほ里
- 女性編集者 - 中野若葉
- 支局員 - 小嶋尚樹
- 藤田編集長 - 小倉久寛
- 浅見陽一郎 - 榎木孝明
- 内田康夫 - 伊東四朗
- 浅見雪江 - 野際陽子

スタッフ
- 企画 - 小池秀樹（フジテレビ）、加藤達也（フジテレビ）
- プロデューサー - 金丸哲也（東映）
- 脚本 - 峯尾基三
- 音楽 - 渡辺俊幸
- 監督 - 金祐彦
- 制作 - フジテレビ、東映

その他
- 飛鳥の後継船にあたる飛鳥IIが舞台になっている。

## 続編
「イタリア幻想曲 貴賓室の怪人II」は本作の続きの話となっており、本作で残された謎が解決する。